# 冬木
冬木（ふゆき）は、東京都江東区の町名。丁番を持たない単独町名である。住居表示実施済区域。

## 地理
東京都江東区の西部に位置し、深川地域に属する。北で平野、東で木場、南で富岡、西で深川と隣接する。町域の北辺を仙台堀川、東辺を平久川と接する。また、北部と東部を都道が十字に走り、地区南辺を首都高速道路が走る。

### 河川
- 仙台堀川 - 木更木橋・亀久橋が架かる。
- 平久川 - 大和橋・鶴歩橋が架かる。

### かつて存在していた河川
- 油堀川 - 元禄12年（1699年）の開削。隅田川から佐賀町1丁目（現・佐賀2丁目）で分流して東に流れ、大島川西支川、平久川と交差して鶴歩町、島田町（現・木場2、3、5丁目）の間を流れて大島川東支川を横切り、木場掘に注いでいた割堀。延長約1.65km。佐賀町、福住町の両岸には特に油問屋が多く、緑橋の南西には油商人会所もあり、油堀河岸・油堀と称された。 昭和49年（1974年）から埋め立てが始まり、昭和55年（1980年）首都高速９号線の開通により、「水路」から「陸路」へ生まれ変わる。かつての割堀であった高架下は、現在遊歩道や駐車場、駐輪場、公園などとなっている。油堀川には、和倉橋・永居橋・下之橋・千鳥橋・富岡橋（俗に閻魔堂橋）という橋が架かっていた。（冬木には、和倉橋・永居橋・下之橋が架かっていた）また、川に沿って「一色河岸」「油堀河岸」「数矢河岸」があった。

## 歴史
江東区は、江戸時代までは東京湾に注ぐ河川のデルタ地帯の一部で、亀戸・隅田川周辺の一部を除く場所以外は、海面と散在する小島があるだけであった。発展は、江戸初期からの埋立てに始まる。摂津国（現在の大阪府・兵庫県の一部）からやってきた深川八郎右衛門をはじめとする7人が、森下周辺（現在の森下一丁目付近）の土地を開拓し、慶長元年（1596年）「深川村」を創立。
明暦3年（1657年）正月の大火（明暦の大火）後、幕府は火事に強い町づくりを計画し、密集した市街地の再開発、拡張に努める。まず貯木場を永代島に集めて木場を創設し、元禄14年(1701年)に現在の木場に移転。さらに埋立て開発の進んだ深川地区には、武家屋敷や社寺を移し、正徳期(1711年～1716年)になると市街地に編入。
区内を縦横に走る河川を利用しての木材・倉庫業、米・油問屋の町として栄えた深川地区は、社寺の祭礼、開帳などの年中行事を中心に、江戸市民の遊興地としても賑わい、江戸文化の華を咲かせた。
冬木町の起立に就いては、「府内備考」119頁の、文政の町方書上によって、下記のように書かれており、宝永2年（1705年）12月17日、材木商冬木屋 上田彌平次政郷（冬木屋 三代目）が幕府より、木置場として下付された土地に、自身の屋号の「冬木」と名付けたのが冬木の始まりとされる。

### 材木商冬木屋
材木商冬木屋初代上田五郎右衛門直次は、承応3年（1654年）、上州碓氷郡板鼻宿（現・群馬県安中市板鼻町）より江戸に出て、日本橋南茅場町で材木業商を営み、三代目冬木屋上田彌平次政郷が居を移し、その広大な屋敷を深川冬木町とした。

### 地名の由来
この地を材木置き場として江戸幕府から買い取った材木商冬木屋に由来する。
宝永2年（1705年）12月17日冬木屋彌平次政郷が幕府より、木置場として下付された土地に屋号の「冬木」と名付けたのが冬木の始まりである。
昭和15年(1940年)に深川和倉・深川亀久・深川亀住・深川大和（やまと）・万年などの各町が合併し「深川冬木1丁目・2丁目」及び「和倉2丁目」となった。
昭和16年(1941年)1月1日、「深川冬木町2丁目」と「深川和倉町2丁目」が合併し「深川冬木町」となり（※深川冬木町1丁目と深川和倉町1丁目は深川2丁目となった）、昭和44年(1969年)4月「冬木」へと改名した。

## 世帯数と人口
2023年（令和5年）1月1日現在（東京都発表）の世帯数と人口は以下の通りである。
- 世帯数 : 1,591世帯
- 人口 : 2,827人

### 人口の変遷
国勢調査による人口の推移。
| 年                 | 人口  |
| ------------------ | ----- |
| 1995年（平成7年）  | 1,778 |
| 2000年（平成12年） | 1,875 |
| 2005年（平成17年） | 2,295 |
| 2010年（平成22年） | 2,331 |
| 2015年（平成27年） | 2,815 |
| 2020年（令和2年）  | 3,055 |

### 世帯数の変遷
国勢調査による世帯数の推移。
| 年                 | 世帯数 |
| ------------------ | ------ |
| 1995年（平成7年）  | 786    |
| 2000年（平成12年） | 893    |
| 2005年（平成17年） | 1,113  |
| 2010年（平成22年） | 1,174  |
| 2015年（平成27年） | 1,521  |
| 2020年（令和2年）  | 1,643  |

## 学区
区立小・中学校に通う場合、学区は以下の通りとなる（2023年4月時点）。
| 番地     | 小学校             | 中学校                 |
| -------- | ------------------ | ---------------------- |
| 1〜18番  | 江東区立数矢小学校 | 江東区立深川第二中学校 |
| 19〜23番 | 江東区立明治小学校 | 江東区立深川第二中学校 |

## 交通

### 鉄道
鉄道は町域内を通っていない。東京メトロ東西線門前仲町駅・木場駅、半蔵門線清澄白河駅が最寄り駅となる。

### バス
- 東京都交通局

### 道路・橋梁
首都高速道路
- 首都高速9号深川線

都道
- 東京都道475号永代葛西橋線（葛西橋通り）

## 事業所
2021年（令和3年）現在の経済センサス調査による事業所数と従業員数は以下の通りである。
- 事業所数 : 151事業所
- 従業員数 : 3,102人

### 事業者数の変遷
経済センサスによる事業所数の推移。
| 年                 | 事業者数 |
| ------------------ | -------- |
| 2016年（平成28年） | 131      |
| 2021年（令和3年）  | 151      |

### 従業員数の変遷
経済センサスによる従業員数の推移。
| 年                 | 従業員数 |
| ------------------ | -------- |
| 2016年（平成28年） | 2,597    |
| 2021年（令和3年）  | 3,102    |

## 施設
- 江東区立深川第二中学校
- 冬木町会館
- 武田堀公園
- 大和総研本社
- 日本聖公会聖救主教会 - キリスト教の教会
- 聖救主教会キッドスクール
- まこと保育園
- ナーサリールーム ベリーベアー深川冬木
- 鎌倉パスタ深川冬木店
- 小林製薬 セールスプロモーション
- イシマビル

## その他

### 日本郵便
- 郵便番号 : 135-0041[3]（集配局 : 深川郵便局[16]）。